# Tillandsia lajensis
Tillandsia lajensis är en gräsväxtart som beskrevs av Éduard-François André. Tillandsia lajensis ingår i släktet Tillandsia och familjen Bromeliaceae. Inga underarter finns listade i Catalogue of Life.